# Polnische Fußballnationalmannschaft der Frauen
Die polnische Fußballnationalmannschaft der Frauen repräsentiert Polen im internationalen Frauenfußball. Sie ist dem polnischen Fußballverband PZPN unterstellt. Mit der Qualifikation für die Europameisterschaft 2025 wird das Nationalteam erstmals an einer bedeutenden Endrunde (Weltmeisterschaft, Europameisterschaft, Olympische Spiele) teilnehmen. 

## Geschichte
Das erste, von der FIFA nicht berücksichtigte Spiel, bestritten die Polinnen am 27. Juni 1981 in Catania gegen Italien, das mit 0:3 endete. Das erste von der FIFA anerkannte Länderspiel fand erst acht Jahre später, am 21. Juni 1989 in Sardinien gegen die USA statt und endete 0:0. Es blieb bis dato das einzige Spiel gegen die USA.
In der Qualifikation zur WM 2011 traf die Mannschaft auf die Ukraine, Ungarn, Rumänien und Bosnien und Herzegowina. Dabei fiel die Entscheidung über den Gruppensieg erst im letzten Spiel zwischen Polen und der Ukraine, wobei den Polinnen ein Unentschieden in der Ukraine genügt hätte, um in die Playoffs einzuziehen. Die Polinnen gingen auch mit 1:0 in Führung, in der 2. Halbzeit konnten die Ukrainerinnen aber das Spiel drehen und durch ein 3:1 mit der geringsten Punktzahl aller Gruppensieger die Playoff-Runde erreichen, in der sie aber ebenfalls scheiterten.
In der FIFA-Weltrangliste pendelte die Mannschaft in den letzten Jahren zwischen Rang 27 und 34. Derzeit wird Rang 31 belegt.
Im Januar 2011 erfolgten zwei bemerkenswerte Nominierungen auf Funktionärsebene. Zum Cheftrainer in Nachfolge von Robert Góralczyk wurde am 11. Januar 2011 Roman Jaszczak ernannt; das neu geschaffene Amt des Managers bekleidet seit dem 25. Januar 2011 Remigiusz Trawiński. Jaszczak ist Gründer, Cheftrainer und Präsident des langjährigen polnischen Spitzenvereins im Frauenfußball, Medyk Konin, für Trawiński gilt selbiges beim aktuellen polnischen Meister RTP Unia Racibórz. Beide bleiben ihren Vereinen vorerst in allen Funktionen treu.
In der Qualifikation zur EM 2013 traf die Mannschaft in Gruppe 1 auf Italien, Russland, Bosnien und Herzegowina, Griechenland und Mazedonien. Dabei fiel die Entscheidung über Platz zwei erst im letzten Spiel zwischen Polen und Russland, wobei den Russinnen ein Unentschieden genügte, um in die Playoffs einzuziehen, während die Polinnen in Moskau gewinnen mussten. Die Polinnen gingen auch unmittelbar vor der Halbzeitpause mit 1:0 in Führung, in der 2. Halbzeit konnten die Russinnen aber den Ausgleich erzielen und damit die Playoff-Spiele der Gruppenzweiten erreichen.
Im Februar 2013 wurde Roman Jaszczak als Nationaltrainer durch Wojciech Basiuk abgelöst, der zuvor die U-19 trainierte.

## Turnierbilanz

### Teilnahmen Polens an der Fußball-Weltmeisterschaft der Frauen
| - 1991 in China: nicht qualifiziert - 1995 in Schweden: nicht qualifiziert - 1999 in den USA: nicht qualifiziert - 2003 in den USA: nicht qualifiziert - 2007 in China: nicht qualifiziert | - 2011 in Deutschland: nicht qualifiziert - 2015 in Kanada: nicht qualifiziert - 2019 in Frankreich: nicht qualifiziert - 2023 in Australien und Neuseeland: nicht qualifiziert |

### Teilnahmen Polens an der Fußball-Europameisterschaft der Frauen
| - 1984 kein Gastgeber: nicht teilgenommen - 1987 in Norwegen: nicht teilgenommen - 1989 in Deutschland: nicht teilgenommen - 1991 in Dänemark: nicht qualifiziert - 1993 in Italien: nicht qualifiziert - 1995 in Deutschland: nicht qualifiziert - 1997 in Norwegen/Schweden: nicht qualifiziert | - 2001 in Deutschland: nicht qualifiziert - 2005 in England: nicht qualifiziert - 2009 in Finnland: nicht qualifiziert - 2013 in Schweden: nicht qualifiziert - 2017 in den Niederlanden: nicht qualifiziert - 2022 in England: nicht qualifiziert - 2025 in der Schweiz: qualifiziert |

### Olympische Spiele
Die Qualifikation erfolgte bis 2020 über die WM-Endrunde, ab 2024 über die UEFA Women’s Nations League.
| - 1996: nicht qualifiziert - 2000: nicht qualifiziert - 2004: nicht qualifiziert - 2008: nicht qualifiziert | - 2012: nicht qualifiziert - 2016: nicht qualifiziert - 2020: nicht qualifiziert - 2024: Keine Möglichkeit sich zu qualifizieren |

### Nations League
- 2023/24: Liga B3 – 1. Platz, Aufstieg in Liga A für die Qualifikation zur EM 2025
- 2025: Liga B1 – 1. Platz, Aufstieg in Liga A für die Qualifikation zur WM 2027

### Algarve-Cup
Die Nationalmannschaft nahm an drei Austragungen des Algarve-Cups teil, an dem alljährlich nahezu alle der besten Frauen-Nationalmannschaften teilnehmen. Die Mannschaft spielte dabei 2008 und 2009 in Gruppe C, in der die schwächeren Mannschaften spielten und konnte sich dabei nicht für ein Platzierungsspiel gegen eine der Mannschaften aus Gruppe A oder B qualifizieren. 2019 konnten die Polinnen in ihrer Gruppe WM-Geheimfavorit Spanien mit 3:0 sowie Europameister Niederlande mit 1:0 besiegen und zogen als bester Gruppensieger ins Finale gegen Norwegen ein – verloren dieses aber mit 0:3.
| - 1994 bis 2007: nicht teilgenommen - 2008: 11. Platz - 2009: 11. Platz - 2010 bis 2018: nicht teilgenommen - 2019:02. Platz |

### Istrien Cup
Polen gewann die Austragung 2015 in Kroatien durch einen 2:0-Finalsieg gegen die Slowakei.

### Zypern-Cup
- 2008–2015: nicht teilgenommen/eingeladen
- 2016: 2. Platz
- 2017, 2018 und 2019: nicht teilgenommen/eingeladen

## Kader
Aktueller Kader siehe EM-Kader
Für die Nations-League-Spiele im Mai und Juni 2025 wurden die folgenden Spielerinnen nominiert:
- Stand der Leistungsdaten: 3. Juni 2025 (nach dem Spiel gegen Rumänien)

| Nr.        | Name                  | Geburtsdatum  | Verein              | Debüt | Einsätze | Tore | Letzter Einsatz |     |     |     |     |     |     |
| Nr.        | Tor                   | Tor           | Tor                 | Tor   | Tor      | Tor  | Tor             | Tor | Tor | Tor | Tor | Tor | Tor |
| ---------- | --------------------- | ------------- | ------------------- | ----- | -------- | ---- | --------------- | --- | --- | --- | --- | --- | --- |
| 12         | Natalia Radkiewicz    | 8. Aug. 2003  | Pogoń Stettin       | 2025  | 002      | 0    | 03.06.2025      |     |     |     |     |     |     |
| 22         | Kinga Seweryn         | 31. März 2005 | GKS Katowice        | –     | 000      | 0    | –               |     |     |     |     |     |     |
| 01         | Kinga Szemik          | 25. Juni 1997 | West Ham United FC  | 2022  | 027      | 0    | 30.05.2025      |     |     |     |     |     |     |
| Abwehr     |                       |               |                     |       |          |      |                 |     |     |     |     |     |     |
| 20         | Kayla Adamek          | 1. Feb. 1995  | Ottawa Rapid        | 2022  | 021      | 01   | 03.06.2025      |     |     |     |     |     |     |
| 05         | Jagoda Cyraniak       | 23. Mai 2006  | Górnik Łęczna       | 2025  | 001      | 0    | 30.05.2025      |     |     |     |     |     |     |
| 04         | Paulina Dudek         | 16. Juni 1997 | Paris Saint-Germain | 2015  | 059      | 07   | 03.06.2025      |     |     |     |     |     |     |
| 07         | Małgorzata Mesjasz    | 12. Juni 1997 | AC Mailand          | 2018  | 051      | 04   | 30.05.2025      |     |     |     |     |     |     |
| 02         | Martyna Wiankowska    | 24. Dez. 1996 | 1. FC Köln          | 2015  | 092      | 11   | 03.06.2025      |     |     |     |     |     |     |
| 03         | Wiktoria Zieniewicz   | 9. Mai 2002   | FC Basel            | 2032  | 021      | 0    | 30.05.2025      |     |     |     |     |     |     |
| Mittelfeld |                       |               |                     |       |          |      |                 |     |     |     |     |     |     |
| 23         | Adriana Achcińska     | 22. Apr. 2002 | 1. FC Köln          | 2021  | 041      | 07   | 03.06.2025      |     |     |     |     |     |     |
| 13         | Martyna Brodzik       | 7. Juli 2001  | Pogoń Stettin       | 2024  | 008      | 0    | 03.06.2025      |     |     |     |     |     |     |
| 14         | Dominika Grabowska    | 21. Dez. 1998 | TSG 1899 Hoffenheim | 2016  | 087      | 09   | 03.06.2025      |     |     |     |     |     |     |
| 16         | Klaudia Jedlińska     | 9. Feb. 2000  | FCO Dijon           | 2016  | 013      | 0    | 04.04.2025      |     |     |     |     |     |     |
| 11         | Tanja Pawollek        | 18. Jan. 1999 | Eintracht Frankfurt | 2022  | 026      | 01   | 03.06.2025      |     |     |     |     |     |     |
| 17         | Klaudia Słowińska     | 13. Aug. 1999 | GKS Katowice        | 2024  | 006      | 01   | 03.06.2025      |     |     |     |     |     |     |
| 18         | Emilia Szymczak       | 17. Juni 2006 | FC Barcelona        | 2023  | 010      | 0    | 03.06.2025      |     |     |     |     |     |     |
| 06         | Aleksandra Zaremba    | 19. Feb. 2001 | UD Tenerife         | 2024  | 003      | 0    | 29.10.2024      |     |     |     |     |     |     |
| Angriff    |                       |               |                     |       |          |      |                 |     |     |     |     |     |     |
| 08         | Ewelina Kamczyk       | 22. Feb. 1996 | FC Fleury           | 2014  | 099      | 17   | 03.06.2025      |     |     |     |     |     |     |
| 15         | Milena Kokosz         | 17. Aug. 2001 | Åsane Fotball       | 2014  | 007      | 0    | 03.06.2025      |     |     |     |     |     |     |
| 19         | Natalia Padilla-Bidas | 6. Nov. 2002  | FC Sevilla          | 2021  | 044      | 12   | 03.06.2025      |     |     |     |     |     |     |
| 09         | Ewa Pajor             | 3. Dez. 1996  | FC Barcelona        | 2013  | 101      | 68   | 03.06.2025      |     |     |     |     |     |     |
| 21         | Paulina Tomasiak      | 2. Jan. 2002  | Górnik Łęczna       | 2021  | 005      | 03   | 03.06.2025      |     |     |     |     |     |     |
| 10         | Weronika Zawistowska  | 17. Dez. 1999 | Bayern München      | 2018  | 041      | 08   | 03.06.2025      |     |     |     |     |     |     |

## Spiele gegen Nationalmannschaften deutschsprachiger Länder
Alle Ergebnisse aus polnischer Sicht.

### Deutschland
| Datum             | Ort        | Ergebnis | Anlass             |
| ----------------- | ---------- | -------- | ------------------ |
| 9. Mai 1991       | Aue        | 1:2      |                    |
| 5. September 1992 | Jaworzno   | 0:4      |                    |
| 8. Dezember 1993  | Tarragona  | 0:7      | Turnier in Spanien |
| 13. April 1995    | Potsdam    | 0:8      |                    |
| 31. Mai 2024      | Rostock    | 1:4      | EM-Qualifikation   |
| 4. Juni 2024      | Gdynia     | 1:3      | EM-Qualifikation   |
| 4. Juli 2025      | St. Gallen | 0:2      | EM-Vorrunde        |

### Schweiz
| Datum              | Ort             | Ergebnis | Anlass           |
| ------------------ | --------------- | -------- | ---------------- |
| 12. September 1998 | Ostrowiec       | 0:1      | EM-Qualifikation |
| 10. Oktober 1998   | Renens          | 0:4      | EM-Qualifikation |
| 20. August 2005    | Baltik          | 0:3      |                  |
| 19. September 2017 | Biel/Bienne     | 1:2      | WM-Qualifikation |
| 4. September 2018  | Mielec          | 0:0      | WM-Qualifikation |
| 17. Februar 2023   | Algeciras (ESP) | 0:0      |                  |
| 21. Februar 2023   | Marbella (ESP)  | 1:1      |                  |

### Österreich
| Datum              | Ort                        | Ergebnis | Anlass                     |
| ------------------ | -------------------------- | -------- | -------------------------- |
| 3. Oktober 1993    | Gerasdorf bei Wien         | 1:1      |                            |
| 17. August 1995    | Dubnica                    | 3:0      |                            |
| 16. März 1996      | Krakau                     | 3:0      |                            |
| 18. September 1999 | Biała Podlaska             | 4:1      | EM-Qualifikation           |
| 29. April 2000     | Graz                       | 3:2      | EM-Qualifikation           |
| 5. Mai 2007        | Freistadt                  | 1:0      | EM-Qualifikation           |
| 28. Mai 2008       | Kutno                      | 2:4      | EM-Qualifikation           |
| 6. März 2009       | Vila Real de Santo António | 1:1      | Algarve-Cup                |
| 6. März 2016       | Larnaka                    | 1:2      | Zypern-Cup 2016 Finale     |
| 9. April 2024      | Gdynia                     | 1:3      | EM-Qualifikation           |
| 12. Juli 2024      | Altach                     | 1:3      | EM-Qualifikation           |
| 29. November 2024  | Gdansk                     | 1:0      | EM-Qualifikation, Play-off |
| 3. Dezember 2024   | Wien                       | 1:0      | EM-Qualifikation, Play-off |